# Taha Akgül
Taha Akgül (Sivas, 1990. november 22. –) török olimpiai, négyszeres világ- és ötszörös Európa-bajnok szabadfogású birkózó. A 2018-as birkózó-világbajnokságon döntőbe jutott 125 kg-os súlycsoportban, szabadfogásban.

## Sportpályafutása
A 2018-as birkózó-világbajnokságon a selejtezők során a német Nick Matuhin volt ellenfele, akit 9–0-ra megvert. A nyolcaddöntőben az ukrán Olekszandr Khotsianivszkij volt az ellenfele, akit 7–0-ra vert meg. A negyeddöntő során azonban az iráni Parviz Hodávirdi Hadibaszmandzs ellen 3–2-re elvesztette a mérkőzését.